# Kevin Johnson (cầu thủ bóng đá)
Kevin Peter Johnson (sinh ngày 29 tháng 8 năm 1952 ở Doncaster) là một cựu cầu thủ bóng đá người Anh thi đấu ở vị trí tiền vệ ở Football League cho Sheffield Wednesday, Southend United, Gillingham, Workington, Hartlepool United, Huddersfield Town và Halifax Town, và bóng đá non-league cho Gateshead, trong thập niên 1970 và 1980.